# SN 1999al
SN 1999al – supernowa typu Ic odkryta 21 lutego 1999 roku w galaktyce A111025-0726. W momencie odkrycia miała maksymalną jasność 19,40m.